# Sarah Yorke Jacksonová
Sarah Yorke Jacksonová (16. července 1803, Filadelfie – 23. srpna 1887) byla snachou 7. prezidenta USA Andrewa Jacksona a v letech 1834 až 1837 byla první dámou USA. Byla manželkou Jacksonova syna Andrewa Jacksona, Jr.